# Obiekt synestialny
Obiekt synestialny, synestia – rodzaj obiektu astronomicznego, który powstaje po gwałtownym zderzeniu ciała niebieskiego z innym. W efekcie zderzenia powstaje gruby dysk w kształcie donuta złożony głównie ze stopionych skał krążący wokół centralnego punktu. Z czasem obiekt stygnie i powraca do kształtu zbliżonego do kuli. Twórcami koncepcji synestii są Simon J. Lock i Sarah T. Stewart.